# Biatlon-orientering
Biatlon-orientering (BO) er en multisport, der består af de to sportsgrene: orientering og skydning med riffel. I biatlon-orientering er der fire discipliner: Klassisk biatlon-orientering, sprint, massestart og stafet. Alle fire discipliner omfatter orienteringsløb og skydning med riffel på en skydebane. Den klassiske biatlon-orientering omfatter derudover punktorientering, hvor et sted (punkt) i terrænet skal markeres på et orienteringskort.

## Organisation
Nationalt er biatlon-orientering organiseret i Dansk Militært Idrætsforbund (DMI), der er en selvstændig idrætsorganisation uafhængig af Forsvaret – men nært forbundet hermed. DMI er medlem af Danmarks Idrætsforbund (DIF). DMI er specialforbund for biatlon-orientering, hvilket betyder, at DMI står for afvikling af danmarksmesterskaber (DM) og forbundsmesterskaber i biatlon-orientering.
Internationalt er sporten organiseret i ‘International Biathlon Orienteering Federation’ (IBOF).  Men det startede med at være et europæisk forbund. European Biathlon Orienteering Federation (EBOF) blev oprettet i 1998, hvor det første internationale mesterskab blev afholdt. Seks år senere – i 2004 – blev det besluttet at lande uden for Europa også skulle have mulighed for at deltage i de internationale mesterskaber. EBOF ændrede derfor navn til IBOF, og i stedet for europamesterskaber (EM) skulle der fremover afholdes verdensmesterskaber (VM) i biatlon-orientering.
Sporten dyrkes især i de tre nordiske lande Sverige, Finland og Danmark.. Herudover er følgende lande medlem af IBOF: Belgien, Estland, Israel, Nederlandene, Norge, Polen, Stor Britannien, Tjekkiet, Tyskland, Ukraine og Ægypten (primo 2024).

## De 3 elementer i biatlon-orientering
Ved biatlon-orientering inddeles og konkurrerer deltagerne efter alder, køn og orienteringsteknisk niveau (banens sværhedsgrad). 
Nedenfor er de 3 elementer i biatlon-orientering beskrevet: skydning, orienteringsløb og punktorientering. Herudover er der en beskrivelse af, hvordan vinderen af en konkurrence findes. 

### Skydning
Skydningen udføres sædvanligvis med en biatlonriffel cal. 22 på en skydebane med en skydeafstand på 50 meter. Målstørrelserne svarer til dem, der bruges i skiskydning, hvilket betyder, at de har en diameter på 40 mm ved liggende skydning og 110 mm ved stående skydning. For hvert skud, der ikke rammer mål (forbiere), skal deltageren enten løbe en strafrunde eller får tildelt en tillægstid. 
Skydevåbnet placeres før og efter skydning i våbenstativer på standpladsen.

### Orienteringsløb
Orienteringsløbene foregår i skov og/eller andet egnet terræn. Orienteringsbanerne er udformet på en måde, så dygtighed i orientering og evne til hurtigt at finde vej er afgørende for opnåelse af et godt resultat.
Deltageren får i forbindelse med starten af orienteringsløbet udleveret et orienteringskort, hvor der er indtegnet en bane med et antal poster, der skal opsøges hurtigst muligt i rækkefølge. Posterne er ude i terrænet markeret med en trefløjet hvid/orange skærm. Til registreringen af om deltageren har været ved posterne, bruges der i dag en elektronisk brik, alternativ "klippes" der med en tang.
Der er ingen afmærkninger i terrænet eller indtegnede ruter på kortet, der kan hjælpe løberne med at finde vej. Udfordringen for den enkelte løber er at vælge den hurtigste rute mellem posterne.

### Punktorientering
I punktorientering får hver deltager udleveret et orienteringskort, hvor kun starten er markeret. Deltagerne skal følge en 3 km lang bane, der er markeret med 3-farvede strimler (snitzling) i terrænet. Deltagerne må højst afvige 5 meter fra den markerede bane. Undervejs på banen er der 10 punkter (fem punkter på banen og 5 punkter uden for banen). Opgaven for deltagerne er at markere disse punkters placeringer på kortet ved at stikke hul i det med en nål. På bagsiden af kortet er der trykt 10 nummererede figurer, der bruges til signering af nåleprikkene (se senere forklaring).
Ved hver af de 10 punkter er der en standplads, der er tydeligt indhegnet og fortløbende nummereret fra 1 til 10. Standpladserne for punkterne på banen, er markeret med et blåt flag/lignende og blå strimler på jorden.
Standpladserne for de fem punkter uden for banen er markeret med et gult flag/lignende og gule strimler på jorden. Herudover er punkterne, der højst må være 400 meter fra standpladserne, markeret med en gul skærm/flag med et sort/blåt diagonalt kryds eller en postskærm. På disse standpladser er der opstillet en sigtestok med en entydig sigteretning pegende mod punktet, der skal markeres på kortet. Som en yderligere hjælp til bestemmelse af punktets placering er sigtestokken suppleret med en postbeskrivelse jf. det Internationale Orienterings Forbunds (IOFs) regler for postbeskrivelser.
Inden deltagerne forlader de enkelte standpladser, skal de med standpladsens nål markere punktet med et nåleprik på kortet. Herefter skal de ’signere’ nåleprikket. Det betyder, at de med standpladsens farvepen på bagsiden af kortet skal slå en streg fra nåleprikken til standpladsens nummer. For hver millimeter et punkt er indprikket forkert på kortet, får deltageren tillagt 1 minut til løbstiden.
Vinder Ved de individuelle discipliner starter deltagerne tidsmæssigt forskudt i forhold til hinanden, mens disciplinerne massestart (individuel disciplin) og stafet har fællesstart for en given aldersklasse. Ved de individuelle discipliner er vinderen den deltager, der har brugt mindst tid på at komme fra start til mål og har fundet og registreret alle orienteringsløbets kontrolposter i den rigtige rækkefølge. Ved stafet, hvor deltagerne starter samlet, vinder det hold, der kommer først over målstregen, forudsat at alle deltagere på holdet har fundet og registreret alle orienteringsløbets poster i den rigtige rækkefølge.

## Discipliner
Nedenfor følger en beskrivelse af de fire discipliner: Sprint, klassisk, massestart og stafet.

### Sprint
Sprint omfatter orienteringsløb og skydning. Konkurrencen gennemføres som en fortløbende konkurrence, hvori der først indgår et orienteringsløb, derefter skydning, efterfulgt af endnu et orienteringsløb og til sidst endnu en skydning. Hvis det ikke er muligt at tilbyde deltagerne to orienteringsløb, skal konkurrencen gennemføres med minimum 300 meters løb før første skydning.
Ved første skydning afgives der fem skud, der udføres liggende. Ved sidste skydning afgives der fem skud i stående stilling. Hvis der er mål, der ikke træffes i de enkelte skydninger, skal der løbes et tilsvarende antal strafrunder, inden der løbes ud på næste orienteringsløb eller løbes i mål. Løbetiden for en strafrunde er 30-45 sekunder – uanset køn og aldersklasse.
Sprinten har intervalstart, hvilket betyder, at deltagerne starter tidsmæssigt forskudt af hinanden. Den gennemsnitlige løbstid for orienteringsløbet er for de tre hurtigste 18-20 minutter i alle klasser. Sammenlagt med tiden til at skyde giver det en samlet vindertid på ca. 25 minutter. Tiden for skydning indgår i den samlede løbstid. Den deltager, der har gennemført konkurrencen med den laveste tid for samtlige discipliner, er vinder af klassen.

### Klassisk
Klassisk biatlon-orientering omfatter punktorientering, orienteringsløb og skydning i den nævnte rækkefølge – om end den kan variere afhængig af lokale forhold. Orienteringsløbet skal imidlertid ligge efter punktorienteringen og skydningen gennemføres altid efter løb. Der indgår to skydninger: først 10 skud i liggende stilling og derefter 10 skud i stående stilling. Deltagerne skal mindst løbe 300 meter før den liggende skydning og mindst 100 meter mellem den liggende og stående skydning – dog ikke over 1000 meter i alt. 
Distancerne for orienteringsløbet kan variere, men tiden for gennemførelsen skal følge IBOFs retningslinjer være 45-60 minutter for senioreliten (de 21-årige eller ældre (W21 og M21)) – for øvrige aldersgrupper er tiden kortere. Konkurrencerne skal imidlertid tilrettelægges således, at kvindernes tidsforbrug ligger i den lavere ende af tidsintervallet. Sværhedsgraden af orienteringsløbene er tilpasset til aldersgrupperne.
Den klassiske distance har ligesom sprinten intervalstart. Ved punktorienteringen får deltageren en tillægstid på 1 minut for hver hele mm. nåleprikken afviger fra det korrekte punkt (maksimalt 10 minutter pr. punkt og sammenlagt højst 100 minutter). I skydningen får deltageren en tillægstid på 2 minutter for hver forbier. Tiden for skydning indgår i den samlede løbstid. Den gennemsnitlige samlede løbstid (vindertiden) for punktorintering, orienteringsløb og skydning er ca. 100 minutter for de tre hurtigste i herreklassen og 80 minutter for de øvrige klasser. Vinderen er den deltager, der har gennemført samtlige elementer og sammenlagt har opnået den laveste pointsum (samlet løbetid + tillægsminutter for henholdsvis punktorientering og skydning). Ved pointlighed er den samlede løbstid afgørende for placeringen.

### Massestart
Massestarten har mange ligheder med sprinten, bortset fra at alle deltagere i samme klasse starter på samme tid. Derudover udvides elementet med orienteringsløb til mindst 3 orienteringsløb (gerne 5). De gennemføres om muligt i rækkefølgen: Orienteringsløb, liggende skydning, orienteringsløb, stående skydning og orienteringsløb. Hvis det ikke er muligt at tilbyde deltagerne orienteringsløb før første skydning, skal de som minimum gennemføre 300 meters løb før første skydning.
I orienteringsløbet anvendes der om muligt ’gafling’ tilsvarende som i fod-orientering (FOD-O) og mountainbike-orientering (MTBO). Gafling er en metode til at sprede deltagerne, så de ikke blot følger efter hinanden uden selv at orientere og fortage aktive vejvalg. Metoden går ud på at, det ikke er alle løbere, der skal finde vej til posterne i samme rækkefølge. Når deltagerne har fuldført løbet, vil de imidlertid have løbet de samme stræk samlet set. 
Hver deltager skal udføre 2-4 skydninger. Første skydning foregår i liggende stilling og den anden i stående stilling. Hvis der er fire skydninger, foregår de to første skydninger i liggende stilling og den tredje og fjerde i stående stilling. Deltagerne har ved henholdsvis liggende og stående skydning 10 patroner til at ramme 10 mål. Alle patroner skal affyres. Det er dog tilladt manuelt at genlade med en ny patron som erstatning for en patron, der ikke virkede. For hver forbier, skal deltageren uanset køn løbe en strafrunde på 50-60 sekunder. 
Vindertiden er 60-80 minutter for senioreliten – for kvinder skal den ligge i den nederste del af tidsintervallet. Tidsforbruget til eventuelle strafrunder som følge af forbiere ved skydning er ikke inkluderet heri.

### Stafet
Et stafethold består af 2-3 deltagere. Hver deltager skal gennemføre et orienteringsløb ligesom i sprint, dog er banen længere. Hver deltager skal ligeledes gennemføre 2 skydninger: En liggende skydning før orienteringsløbet eller efter den første del af orienteringsløbet og en stående skydning efter orienteringsløbet. Før den første skydning skal deltageren dog mindst løbe 300 meter.
Ved stafetter er der også gaflinger, hvilket betyder, at deltagerne ligesom i massestarten ikke blot kan følge efter en anden deltager, der løber foran. Når deltagerne har fuldført løbet, vil holdet samlet set have kørt de samme stræk som de konkurrerende hold. Den forventede vindertid for orienteringsløbet er 30-40 minutter (dog ikke for hold, der er sammensat på tværs af alder).
Ved hver skydning har deltageren 3 ekstra patroner til sin rådighed. Hvis deltageren ikke har truffet 5 mål efter 5 skud, skal de 3 ekstra patroner anvendes. Disse skal lades og skydes enkeltvis. Deltageren skal lade og skyde med de ekstra patroner, så længe ikke alle mål er truffet. Det er tilladt manuelt at genlade med en ny patron som erstatning for en patron, der ikke virkede. Når deltageren har truffet 5 mål eller afgivet 8 skud, skal våbenet stilles tilbage på plads. For hvert mål, der ikke er truffet, skal deltageren løbe et tilsvarende antal strafrunder á 60-90 sekunders varighed, før den pågældende må starte på/fortsætte orienteringsløbet.
Alle deltagere i samme klasse starter på samme tid. Skiftet fra den ene deltager til den næste deltager på holdet sker enten ved kropskontakt eller ved at overdrage et orienteringskort. Rækkefølgen i hvilken den sidste deltager på holdet krydser målstregen, er det endelige resultat for den givne klasse – forudsat at alle deltagere på holdet har fundet og registreret alle orienteringsløbets poster i den rigtige rækkefølge. Tiden tages fra holdenes start til tidspunktet hvor deltageren af sidste etape krydser målstregen.

## Orienteringskort
Ved både punktorientering og orienteringsløb i biatlon benyttes der i Danmark orienteringskort fra Dansk Orienterings-Forbund (DOF) i målestoksforholdet 1:10.000 – 1:15.000. I sprint anvendes der undertiden sprintkort fra DOF i målestoksforholdet 1:5.000.
Disse orienteringskort er tegnet efter den samme standard, der er fastlagt af det Internationale Orienterings Forbund (IOF). Ved kort, hvor størrelsesforholdet fx er 1:10.000, er det ensbetydende med, at 1 cm på kortet er lig med 100 meter i terrænet.

## Udstyr og påklædning
Udstyr Udover de materialer, der stilles til rådighed af konkurrenceledelsen, må deltagerne kun benytte følgende udstyr: 
- Kompas
- Lup
- Biathlongevær (cal. 22) med rem
- Handske

Våben, ammunition og høreværn skal under hele konkurrencen befinde sig på skydebanen. Remmen hører enten sammen med geværet og følger dette, eller skal sammen med det øvrige udstyr følge deltageren under hele konkurrencen.
Påklædning I henhold til de internationale retningslinjer skal deltagerne bære dækkende tøj. Det er dog tilladt at bruge en kortærmet skjorte medmindre arrangøren har oplyst andet. Det samme tøj skal bæres under hele konkurrencen.

## Konkurrencer
I Danmark afholdes der danmarksmesterskaber (DM) i biatlon-orientering i tre discipliner:
- To individuelle: Sprint og klassik
- En holdkonkurrence: Stafet.

Internationalt afholdes der herudover konkurrencer i massestart. 
Seniorverdensmesterskaberne i biatlon-orientering har det officielle navn "World Biathlon Orienteering Championships (WBOC)".

### Danske seniorverdensmestre
Efterfølgende ses en oversigt med danske seniorverdensmestre. Den er fordelt på årstal, sted og land, disciplin, køn (mænd og kvinder), navn(e) og referencer.
| Danske seniorverdensmestre i biatlon-orientering fordelt på år, sted og land, disciplin og køn | Danske seniorverdensmestre i biatlon-orientering fordelt på år, sted og land, disciplin og køn | Danske seniorverdensmestre i biatlon-orientering fordelt på år, sted og land, disciplin og køn | Danske seniorverdensmestre i biatlon-orientering fordelt på år, sted og land, disciplin og køn | Danske seniorverdensmestre i biatlon-orientering fordelt på år, sted og land, disciplin og køn | Danske seniorverdensmestre i biatlon-orientering fordelt på år, sted og land, disciplin og køn |
| År | Sted og land                                                                                   | Disciplin                                                                                      | Køn                                                                                            | Navn(e)                                                                                        | Reference                                                                                      |
| --- | ---------------------------------------------------------------------------------------------- | ---------------------------------------------------------------------------------------------- | ---------------------------------------------------------------------------------------------- | ---------------------------------------------------------------------------------------------- | ---------------------------------------------------------------------------------------------- |
| 2023 | Idre Fjäll, Sverige                                                                            | Klassisk                                                                                       | Kvinder                                                                                        | Nina German Najbjerg                                                                           | *                                                                                              |
| 2018 | Finderup, Danmark                                                                              | Stafet                                                                                         | Kvinder                                                                                        | Nina German Najbjerg Line Søderlund                                                            | *                                                                                              |
| 2016 | Jáchymov, Tjekkiet                                                                             | Sprint                                                                                         | Kvinder                                                                                        | Nina German Najbjerg                                                                           | *                                                                                              |
| 2009 | Arlon, Belgien                                                                                 | Klassisk                                                                                       | Kvinder                                                                                        | Mette Møller Nielsen                                                                           | *                                                                                              |
| 2006 | Haanja, Estland                                                                                | Sprint                                                                                         | Mænd                                                                                           | Thomas Greve Jensen                                                                            | *                                                                                              |
| Note: *De primære resultater er ikke længere tilgængelige. I stedet er resultatlister på hjemmesiden ’Biathlon Orientering Danmark’ henholdsvis årsberetninger fra Dansk Militært Idrætsforbund benyttet som referencer. |                                                                                                |                                                                                                |                                                                                                |                                                                                                |                                                                                                |

### Europamesterskaber
Danskerne har også vundet guld ved europamesterskaberne i biatlon-orientering.  Nedenfor ses en oversigt med de danske senioreuropamestre. Oversigten er fordelt på årstal, sted og land, disciplin, køn (mænd henholdsvis kvinder), navn(e) og referencer. 
| Danske senioreuropamestre i biatlon-orientering fordelt på år, sted (by og land), disciplin og køn                                      | Danske senioreuropamestre i biatlon-orientering fordelt på år, sted (by og land), disciplin og køn | Danske senioreuropamestre i biatlon-orientering fordelt på år, sted (by og land), disciplin og køn | Danske senioreuropamestre i biatlon-orientering fordelt på år, sted (by og land), disciplin og køn | Danske senioreuropamestre i biatlon-orientering fordelt på år, sted (by og land), disciplin og køn | Danske senioreuropamestre i biatlon-orientering fordelt på år, sted (by og land), disciplin og køn |
| År | Sted og land                                                                                       | Disciplin                                                                                          | Køn                                                                                                | Navn(e)                                                                                            | Reference                                                                                          |
| --- | -------------------------------------------------------------------------------------------------- | -------------------------------------------------------------------------------------------------- | -------------------------------------------------------------------------------------------------- | -------------------------------------------------------------------------------------------------- | -------------------------------------------------------------------------------------------------- |
| 2004 | Cesis, Letland                                                                                     | Stafet                                                                                             | Kvinder                                                                                            | Nina Hoffmann Gitte Møller                                                                         | *                                                                                                  |
| 2003 | Vingsted og Frederikshåb, Danmark                                                                  | Klassisk                                                                                           | Mænd                                                                                               | Bjarne Hoffmann                                                                                    | *                                                                                                  |
| 2003 | Vingsted og Frederikshåb, Danmark                                                                  | Sprint                                                                                             | Mænd                                                                                               | Thomas Greve Jensen                                                                                | *                                                                                                  |
| 2003 | Vingsted og Frederikshåb, Danmark                                                                  | Sprint                                                                                             | Kvinder                                                                                            | Maria Høyer                                                                                        | *                                                                                                  |
| 1999 | Nordsjælland, Danmark                                                                              | Klassisk                                                                                           | Mænd                                                                                               | Jan Møller                                                                                         | *                                                                                                  |
| 1999 | Nordsjælland, Danmark                                                                              | Stafet                                                                                             | Mænd                                                                                               | Jan Møller Thomas Greve Jensen Bjarne Hoffmann                                                     | *                                                                                                  |
| Note: *De primære resultater er ikke længere tilgængelige, hvorfor Dansk Militært Idrætsforbunds årsberetninger er brugt som reference. | | | | | |